# Сметливый (миноносец)
«Сметливый» — русский миноносец типа «Сокол» (10 октября 1907 года переклассифицирован в эскадренные миноносцы). Нёс боевую службу на Черноморском флоте.

## Строительство
Заказан в рамках судостроительной программы 1895 года. В развитие своего прототипа миноносцев типа «Сокол» имел упрочнённый корпус за счет установки добавочных стрингеров в районе машинных и котельных отделений, увеличенную толщину обшивки корпуса. Изменилось внутреннее расположение помещений (особенно размещение угольных бункеров) и вспомогательное оборудование. Серия кораблей для Черноморского флота строилась неразборными. Имел котлы как для нефтяного топлива, так и угля.
Контракт был заключен 24 ноября 1898 года. Заложен в августе 1899 года на судоверфи завода «В. Крейтон и Ко» в Санкт-Петербурге, 23 ноября 1899 года зачислен в списки судов Черноморского флота. Спущен на воду 2 августа 1901 года, вступил в строй в сентябре 1902 года. C сентября 1902 по январь 1903 года совершил переход с Балтики в Севастополь. По соглашению с турецким правительством прошёл Черноморские проливы в разоруженном состоянии.

## Служба
В составе Минной дивизии ЧФ. Прошел капитальный ремонт корпуса и механизмов в 1909 году на Николаевском адмиралтейском заводе с заменой трубок в котлах. Кроме того, на верхнюю палубу был вынесен камбуз, поставлены мостик и штурманская рубка, деревянная внутренняя обшивка заменена на железную.
В 1915—1916 годах прошёл ремонт с переоборудованием в тральщик. В период Первой мировой войны участвовал в набеговых операциях на коммуникации противника, оказывал артиллерийскую поддержку сухопутным войскам, эскортировал и осуществлял противолодочную оборону главных сил флота, нес дозорную и конвойную службы. В мае 1915 года у берегов Турции уничтожил 85 груженых парусников и 1 захватил в качестве приза.
29 декабря 1917 года вошёл в состав Красного Черноморского флота. 29 апреля 1918 года убыл из Севастополя в Новороссийск, где 18 июня 1918 года по приказу Советского правительства, во избежание захвата германскими войсками, был затоплен экипажем. В 1926 году поднят Черноморской партией ЭПРОН и, ввиду нецелесообразности восстановления, сдан Рудметаллторгу для разборки.

## Командиры
Командирами миноносца «Счастливый» в разное время служили:
- 25.04.1905 — 1908 — капитан 2 ранга Зубков, Пётр Александрович
- 1909—1910 — капитан-лейтенант Иванов, Леонид Леонтьевич
- 1911—1911 — старший лейтенант Борсук, Виктор Николаевич
- 1913—1914 — капитан 2 ранга Пчельников, Андрей Андреевич
- старший лейтенант Холодовский, Сергей Михайлович
- 5.09.1915 — старший лейтенант Бужинский, Михаил Иванович